# نگارخاتون
نگارخاتون، روستایی از توابع بخش مرکزی شهرستان فامنین در استان همدان ایران است.این روستا یکی از روستاهای پر جمعیت و مهم شهرستان فامنین می‌باشد همچنین با قریب به هفتاد واحد تولیدی و کارگاهی، یکی از صنعتی‌ترین روستای استان همدان شناخته می‌شودو حدود ۸۰ درصد زمین‌های کشاورزی این روستا به سیستم آبیاری بارانی مجهز گردیده‌است.

## جمعیت
این روستا در دهستان خرم‌دشت قرار دارد و براساس سرشماری مرکز آمار ایران در سال ۱۳۹۵، جمعیت آن ۱٬۹۷۱ نفر (۵۸۳خانوار) بوده‌است.